# بيلة ألكابتونية
بِيلَة الكابتونِيَّة أو ألكابتنيوريا هوَ مَرض وراثي خَلقي سببهـ نَقص الإنزيم الضروري لِتحليل الحمضين الإمينيين تيروسين (Tyrosine) و فينيل ألانين (Phenylalanine) مما يؤدي إلى تراكُم حمض أكسيداز هوموجنتيزات(Homogentisate Oxidase) في الدَم والبول.

## جينياً
يُعتبر مَرض بِيلَة الكابتونِيَّة مرض وَراثي حَيثُ أن الجِين المسؤول عنهـ هو جين متنحي، ولذلك لا يُصاب الطِفل بهذا المَرض إلا إذا كان كِلا الوالدين حاملين للجين المَعيوب.
الكابتونوريا هو اضطراب وراثي نادر لا يستطيع الجسم فيه معالجة الأحماض الأمينية (فينيل ألانين والتيروسين )، التي تحدث في البروتين. وهو ناتج عن طفرة في جين HGD للإنزيم (homogentisate-1,2-dioxygenase) ؛ إذا كان الشخص يرث نسخًا غير طبيعية من كلا الابوين (وهو حالة متنحية) فإن الجسم يراكم مادة وسيطة تسمى حمض Homogentisic في الدم والأنسجة. حمض Homogentisic و المؤكسد التابع له يشكلان الكابتون الذي يتم افرازه في البول، مما يعطيه لونًا داكنًا بشكل غير معتاد. يتسبب حمض  Homogentisic المتراكم في تلف الغضروف (ochronosis، مما يؤدي إلى الإصابة بالتهاب المفاصل العظمي) وصمامات القلب وكذلك الترسب مثل حصى الكلى والحصى في الأعضاء الأخرى. عادة ما تتطور الأعراض لدى الأشخاص الذين تزيد أعمارهم عن ثلاثين عامًا، على الرغم من أن اللون الداكن للبول موجود منذ الولادة.
وبصرف النظر عن معالجة المضاعفات (مثل تخفيف الألم واستبدال المفاصل للغضروف المتضرر)، فقد وجد أن النيتسينين يثبط إنتاج حمض Homogentisic، ويجري البحث فيما إذا كان بإمكانه تحسين الأعراض. الكابتونوريا هو مرض نادر. يحدث في واحد من بين 250.000 شخص، ولكنه أكثر شيوعًا في سلوفاكيا والجمهورية الدومينيكية.

## العلامات والاعراض
1. إصفرار الجِلد والعينين.
2. مَرض التَمَغُر (Ochronosis).[4]
3. التِهاب المَفاصل (Arthritis).
4. سَواد البَول عند وَضعهـ في الهواء بسبب أكسدة الهوموجنتيزات.

المرضى الذين يعانون من أمراض العظام السوداء يكونون عديمي الأعراض مثل الأطفال أو البالغين الصغار، ولكن قد يتحول بولهم إلى اللون البني أو حتى اللون الأسود المحبر إذا تم تجميعه وتركه معرضًا للهواء. قد يلاحظ التصبغ في غضروف الأذن بالإضافة إلى الغضاريف الآخرى، بالإضافة إلى التصبغ في بياض العين وحافة القرنية الفاصلة بين القرنية والمنطقة الصلبة (بياض العين).
بعد سن الثلاثين تبدأ الالام في المفاصل الحاملة للوزن من العمود الفقري والوركين والركبتين. يمكن أن يكون الألم شديدًا لدرجة تتداخل مع أنشطة الحياة اليومية وقد تؤثر على القدرة على العمل. جراحة استبدال المفاصل (الورك والكتف) غالبا ما تكون ضرورية في سن مبكرة نسبيا. على المدى الطويل، يؤدي تورط المفاصل الشوكية إلى انخفاض حركة القفص الصدري ويمكن أن يؤثر على التنفس. قد تتأثر كثافة العظام، مما يزيد من خطر كسور العظام، وقد يحدث تمزق في الأوتار والعضلات.
قد يحدث مرض القلب الصمامي (التكلس والارتجاع للصمام الأبهري والتاجي)، وفي الحالات الشديدة والمتقدمة قد يكون استبدال الصمام ضروريًا. تؤثر عدم انتظام ضربات القلب وقصور القلب على نسبة كبيرة من الأشخاص المصابين بالكالتون (40% و 10% على التوالي). فقدان السمع يؤثر على 40% من الناس. هناك أيضا ميل إلى الإصابة بحصى الكلى، وفي نهاية المطاف حصى في المرارة و في غدة البروستات والغدد اللعابية (الحصى اللعابية).

## الفسيولوجيا المرضية
يحمل كل شخص في الحمض النووي نسختين (واحدة من الأب و واحدة من الأم ) من الجين HGD، الذي يحتوي على المعلومات الوراثية لإنتاج إنزيم homogentisate 1،2-dioxygenase )HGD) والذي يمكن العثور عليه عادة في العديد من الأنسجة في الجسم ( الكبد والكلى والأمعاء الدقيقة والقولون والبروستات).
في الأشخاص الذين يعانون من الكالبتونية، تحتوي كلتا نسختين من الجين على تشوهات تعنى أن الجسم لا يستطيع إنتاج إنزيم يعمل بشكل مناسب، توجد طفرات HGD بشكل عام في أجزاء معينة (اكسون  6 و 8 و 10 و 13) ولكن تم وصف أكثر من 100 حالة غير طبيعية في هذا الجين، إن إنزيم HGD العادي هو عبارة عن سداسي الشكل (يحتوي على ست وحدات فرعية) يتم تنظيمها في مجموعتين من ثلاثة (اثنين من الأثلاف) وتحتوي على ذرة حديد.
قد تؤثر الطفرات المختلفة على بنية الإنزيم أو وظيفته أو ذوبانه. من حين إلى آخر، يبدو أن المرض ينتقل بطريقة العامل الوراثي المسيطر، حيث ترتبط نسخة واحدة غير طبيعية من HGD من والد واحد  بالكالبتونية ؛ من الممكن أن تكون الآليات أو العيوب الأخرى في الجينات الأخرى مسؤولة في تلك الحالات.
يشارك انزيم HGD في عملية التمثيل الغذائي (المعالجة الكيميائية) للأحماض الأمينية العطرية الفينيل ألانين والتيروزين. عادة تدخل هذه الدم من خلال الغذاء المحتوي على البروتين والدوران الطبيعي للبروتين في الجسم. يحتاج الجسم التيروزين على وجه التحديد لعدد من الوظائف مثل الهرمونات (مثل هرمون الغدة الدرقية، هرمون الغدة الدرقية)، الميلانين (الصبغة الداكنة في الجلد والشعر) وبعض البروتينات، ولكن الغالبية العظمى (أكثر من 95 ٪) غير مستخدمة ويتم استقلابها من خلال مجموعة من الإنزيمات التي تولد في نهاية المطاف حمض أسيتو الأسيتيك ومالات ديهيدروجيناز. في الكالبتونية، لا يستطيع إنزيم HGD استقلاب حمض homogentisic (المتولد من التيروزين) إلى 4-maleylacetoacetate، ومستويات حمض homogentisic في الدم أعلى بمقدار 100 ضعف مما هو متوقع عادة، على الرغم من حقيقة أنه يتم التخلص من كمية كبيرة في البول عن طريق الكلى.
يتم تحويل حمض homogentisic إلى مادة ذات صلة حمض البنزويكونون (BQA) التي تشكل البوليمرات التي تشبه صبغة الجلد الميلانين. تترسب هذه المادة  في الكولاجين، وهو بروتين نسيج ضام، من أنسجة معينة مثل الغضروف. تسمى هذه العملية بـ ochronosis (كما يظهر النسيج المغرة) ؛ نسيج ochronotic هو صلب ومتقصف على نحو غير عادي، مما يضعف وظيفته الطبيعية ويسبب ضررا.

## الاوصاف السريرية
للخصائص السريرية وصف سريري وتشمل النتائج السريرية للالكابتونوريا سواد البول نتيجة لوجود حمض homogentisic (HGA) ومنتجات الأكسدة الخاصة به، وتصلب الأنسجة الضام، والتهاب المفاصل في العمود الفقري والمفاصل الأكبر. يمكن لإفراز HGA وشدة المرض أن يختلف بشكل كبير داخل نفس العائلة. في بعض الأفراد، يتم تشخيص تشخيص الكابتونوريا فقط بعد أن يلتمس الفرد العناية الطبية لألم المفاصل المزمن أو بعد الغضروف المفصلي الأسود خلال جراحة العظام. لا يسبب الكابتونوريا تأخيرًا في النمو أو ضعفًا إدراكيًا ولا يقلل عمومًا من عمر الأفراد المصابين. التغييرات البولية. عادةً ما يكون البول لدى الأفراد المصابين بالكابتونوريا داكن أو يتحول إلى داكن عند التعرض لعامل قلوي. ومع ذلك، قد لا يحدث تغير في لون البول لعدة ساعات، ولا يلاحظ العديد من الأفراد أي لون غير طبيعي في البول. النسيج الضام. بشكل عام، يتم ملاحظة التغيرات الصباغية بعد سن الثلاثين. كما تم ملاحظة النتائج المرتبطة بالأوتار، بما في ذلك وتر العرقوب، والتهاب الأوتار، والتمزق، ويمكن إثباته بواسطة التصوير بالرنين المغناطيسي. المفاصل. التهاب المفاصل المزمن هو مظهر من مظاهر الكابتونوريا القديمة. عادة ما تظهر الأعراض المشتركة التي تتضمن العمود الفقري في العقد الثالث. في سلسلة واحدة كبيرة، لوحظ انخفاض آلام الظهر قبل سن 30 سنة في 49% من الأفراد وقبل 40 سنة في 94% أعراض العمود الفقري القطني والصدري تسبق أعراض العمود الفقري العنقي. وعادة ما يتم استبعاد منطقة sacroiliac. يرتبط الحد من ثني العمود الفقري بشكل مباشر بدرجة الإعاقة. أظهر الأفراد الذين يعانون من انحناء أمامي منخفض انخفاضًا في الوظيفة وزيادة التعب. يبدو أن مرض المفاصل يبدأ في وقت مبكر ويتقدم بسرعة أكبر عند الذكور منه عند الإناث. تتأثر الركبتين والوركين والكتفين بشكل متكرر. خمسون بالمائة من الأفراد يحتاجون إلى استبدال مفصل واحد على الأقل بعمر 55 سنة.المفاصل الصغيرة ليست مهمة. نظرًا لأن الكلى مسؤولة عن إفراز كميات هائلة من HGA، يمكن أن تسهم وظيفة الكلى الضعيفة في تسريع تطور الفالق وتدمير المفصل. مشاركة أعضاء أخرى القلب: ترسب الصباغ في صمامات القلب والأوعية الدموية يؤدي إلى تكلس الصمام الأبهري أو التاجي مع تضيق أو قلس وأحيانا توسع الأبهري. يحدث تضيق الصمام الأبهري على تردد عالٍ في العقدين السادس والسابع من العمر. على عكس مرض صمام القلب الذي يحدث في عموم السكان، لا يوجد ارتباط مع عوامل الخطر القلبية الوعائية القياسية. قد يحتاج تضيق الأبهر إلى استبدال الصمام الأبهري. وقد تجلى تكلس الشريان التاجي على الصدر CT احجار الكلى: في عمر 64 سنة، 50% من الأفراد المصابين بالكابتونوريا لديهم تاريخ حجارة كلوية. حجارة البروستات: حجارة البروستات السوداء تحدث بشكل متكرر نسبياً في الأفراد الذين يعانون من alkaptonuria. في سلسلة واحدة، كان ثمانية من 27 رجلاً في سن 31-60 سنة لديهم حجارة البروستات. قد تسهم حجارة البروستات في حدوث عدوى متكررة أو انسداد في البول وتتطلب إزالة جراحية.

## التشخيص
إذا اشتبه في تشخيص الكابتونوريا، يمكن تأكيد أو استبعاد هذا عن طريق جمع البول لمدة أربع وعشرين ساعة وتحديد كمية حمض homogentisic عن طريق chromatography. لا يوجد فحص موثق من HGA في الدم.
يمكن تحديد شدة الأعراض والاستجابة للعلاج من خلال استبيان مصادق عليه يحمل مؤشر درجة خطورة AKU. وهذا يشمل تعيين علامات إلى وجود أعراض وميزات معينة، مثل وجود تصبغ في العين والجلد وآلام المفاصل ومشاكل في القلب ووجود الأحجار في الأعضاء.
يتم تشخيص alkaptonuria في proband مع ما يلي:
النتائج البيوكيميائية
حامض متجانس متجانس (HGA) في البول. يعتمد تشخيص الكابتونوريا على الكشف عن كمية كبيرة من HGA في عينة البول عن طريق تحليل الطيف الكتلي للغاز. كمية HGA تفرز يوميا في الأفراد الذين يعانون من alkaptonuria تتراوح عادة بين 1 و 8 غرامات. تحتوي عينة البول العادية على مدار الساعة على 20-30 ملغ من الـ HGA.
ملاحظات: (1) يمكن الكشف عن HGA مرتفعة على عينة البول عشوائي. (2) لا يمكن للاختبار البيوكيميائي أن يكشف عن حالة الناقل.
النتائج الوراثية الجزيئية
ليس مطلوبا تحديد المتغيرات المسببة للأمراض biallelic في HGD على الاختبارات الجينية الجزيئية. ومع ذلك، يلزم إجراء اختبار جيني جزيئي من أجل توفير اختبار الحامل وتفسير نتائج الاختبار قبل الولادة لأفراد الأسرة المعرضين للخطر.
يمكن أن تشمل طرق الاختبار الجزيئي اختبار الجين المفرد وتسلسل الجينوم.
اختبار الجين الواحد. يتم إجراء تحليل التسلسل للـ HGD أولاً، يليه تحليل الحذف / الازدواج المستهدف للجينات في حالة العثور على متغير واحد فقط أو عدم وجود أي نوع من العوامل المسببة للأمراض.
ملاحظة: يمكن إجراء التحليل المستهدف للمتغيرات المسببة للأمراض أولاً في الأفراد من أصول سلوفاكية. قد تختلف المتغيرات المسببة للأمراض المدرجة في لوحة عن طريق المختبر.
يمكن اعتبار التسلسل الجينومي الشامل (عند توفره) بما في ذلك تسلسل exome، وتسلسل الجينوم، وتسلسل الميتوكوندريا إذا فشل اختبار الجين المفرد المتسلسل (و / أو استخدام لوحة متعددة الجينات) في تأكيد التشخيص لدى فرد ذي ملامح من alkaptonuria. للحصول على مقدمة للاختبار الجينومي الشامل، انقر هنا. يمكن العثور هنا على معلومات أكثر تفصيلاً عن الأطباء الذين يأمرون بالاختبارات الجينية.

## العلاج
لم تظهر أي طريقة علاج بشكل واضح للحد من مضاعفات الكالبتونية. وقد ركزت محاولات العلاج الرئيسية على منع ochronosis من خلال الحد من تراكم حمض homogentisic. وتشمل هذه العلاجات الموصى بها بشكل شائع الجرعات الكبيرة لحمض الأسكوربيك (فيتامين C) أو تقييد النظام الغذائي للأحماض الأمينية فينيل ألانين والتيروزين. ومع ذلك، لم يثبت أن علاج فيتامين C انه فعال،  وتقييد البروتين (الذي يصعب الالتزام به) لم يظهر فعاليته في الدراسات السريرية.
وقد اقترحت العديد من الدراسات الحديثة أن مبيدات الأعشاب نيتيسينون قد تكون فعالة في علاج الكالبتونية. يثبط نيتيسينون الإنزيم 4-hydroxyphenylpyruvate dioxygenase، المسؤول عن تحويل التيروزين إلى حمض homogentisic، وبالتالي منع إنتاج وتراكم HGA. وقد استخدم Nitisinone لبعض الوقت بجرعات أعلى بكثير في علاج   فرط تيروزين الدم I. وقد تبين أن العلاج Nitisinone يسبب انخفاضًا أكبر بنسبة 95% في HGA في البلازما و البول. العيب الرئيسي هو تراكم التيروزين، والمخاطر طويلة الأجل غير المعروفة ؛ هناك قلق خاص حول ضرر القرنية في العين. الاستخدام طويل المدى يتطلب مراقبة متكررة للمضاعفات.

## توقعات سير المرض
لا يبدو أن الكالبتونية يؤثر على العمر المتوقع، على الرغم من أن الدراسة الأخيرة حول هذا الموضوع هي من عام 1985. التأثير الرئيسي هو على نوعية الحياة. كثير من الناس مع الكالبتونية لديهم أعراض تعطيل مثل الألم وضعف النوم وأعراض التنفس. هذه تبدأ عموما في العقد الرابع. متوسط العمر عند طلب جراحة استبدال المفاصل هو 50-55 سنة.

## علم الاوبئة
في معظم المجموعات العرقية، يتراوح معدل انتشار alkaptonuria بين 1: 100.000 و 1: 250,000. في سلوفاكيا وجمهورية الدومينيكان، المرض أكثر شيوعًا، حيث يقدر معدل انتشاره بـ 1: 19000 شخصًا. بالنسبة لسلوفاكيا، هذا ليس نتيجة طفرة واحدة ولكن بسبب مجموعة من 12 طفرة في «نقاط ساخنة» محددة من جين HGD. ربما نشأت المجموعات السلوفاكية في منطقة صغيرة في شمال غرب البلاد وانتشرت بعد الخمسينيات بسبب الهجرة.

## التاريخ
كان الكابتونوريا أحد الأمراض الأربعة التي وصفها السيد أرشيبالد إدوارد جارود، كنتيجة لتراكم المركبات الوسيطة بسبب عيوب التمثيل الغذائي. وربط الأوكرات مع تراكم alkaptans في عام 1902، وتم تلخيص آرائه حول هذا الموضوع، بما في ذلك أسلوبه في الوراثة  في محاضرة Croonian 1908 في الكلية الملكية للأطباء.
تم تضييق الخلل إلى نقص أوكسيديز حمض homogentisic في دراسة نشرت في عام 1958. وتم توضيح الأساس الجيني في عام 1996، عندما تم إثبات طفرات HGD
أظهرت دراسة أجريت عام 1977 أن مومياء مصرية ربما عانت من الكابتونوريا.

## اتجاهات البحث
تم إنشاء البحوث التعاونية من قبل العديد من المراكز الوطنية لإيجاد علاج أكثر دقة ل الكابتونوريا. وقد شملت هذه الدراسات على استخدام nitisinone والتحقيقات في مضادات الأكسدة لمنع  ochronosis . العلاج المثالي يكمن بان يحل محل وظيفة إنزيم HGD بدون تراكم مواد أخرى.

## المَصادر
1. ↑  المعجم الطبي، الإصدار الثاني، ترجمة Alkaptonuria
2. ↑  ترجمة حرفية لكلمة Alkaptonuria
3. ↑  المعجم الطبي، الإصدار الثاني، ترجمة Homogentisate Oxidase.
4. ↑  Provan، Drew، المحرر (2010-08). "Symptoms & signs". Oxford Medicine Online. DOI:10.1093/med/9780199233717.003.0001. مؤرشف من الأصل في 2020-03-30. {{استشهاد بدورية محكمة}}: تحقق من التاريخ في: |تاريخ= (مساعدة)
5. 1 2 3 4 5  "The Name "United States of America"<xref ref-type="fn" rid="fn1">1</xref>". The American Historical Review. 1925-10. DOI:10.1086/ahr/31.1.79. ISSN:1937-5239. {{استشهاد بدورية محكمة}}: تحقق من التاريخ في: |تاريخ= (مساعدة)
6. ↑  Khodorov، B. (1998-06). "Pathophysiology of Ca2+ transport". Pathophysiology. ج. 5: 133. DOI:10.1016/s0928-4680(98)80804-3. ISSN:0928-4680. مؤرشف من الأصل في 2019-12-14. {{استشهاد بدورية محكمة}}: تحقق من التاريخ في: |تاريخ= (مساعدة)
7. 1 2  Introne، Wendy J.؛ Gahl، William A. (1993). Adam، Margaret P.؛ Ardinger، Holly H.؛ Pagon، Roberta A.؛ Wallace، Stephanie E.؛ Bean، Lora JH؛ Stephens، Karen؛ Amemiya، Anne (المحررون). GeneReviews®. Seattle (WA): University of Washington, Seattle. PMID:20301627. مؤرشف من الأصل في 2019-08-15.
8. ↑  Where Night Is Day. Ithaca, NY: Cornell University Press. 31 يناير 2017. ISBN:9780801467653. مؤرشف من الأصل في 2020-03-30. {{استشهاد بكتاب}}: |archive-date= / |archive-url= timestamp mismatch (مساعدة)
9. ↑  "Malaria, treatment". مؤرشف من الأصل في 2020-03-30.
10. ↑  Machinery Prognostics and Prognosis Oriented Maintenance Management. Singapore: John Wiley & Sons Singapore Pte. Ltd. 19 ديسمبر 2014. ص. 241–286. ISBN:9781118638743. مؤرشف من الأصل في 2019-12-14.
11. ↑  Goldstein، Neal D. (2017-11). "Commentary". Epidemiology: 1. DOI:10.1097/ede.0000000000000782. ISSN:1044-3983. مؤرشف من الأصل في 2019-12-14. {{استشهاد بدورية محكمة}}: تحقق من التاريخ في: |تاريخ= (مساعدة)
12. ↑  History and Causality. Palgrave Macmillan. ISBN:9781137372406. مؤرشف من الأصل في 2020-03-14.
13. ↑  "New Directions for Institutional Research: Vol 1984, No 43" en. New Directions for Institutional Research (بالإنجليزية). 1984 (43). 1984-09. DOI:10.1002/ir.v1984:43. ISSN:0271-0579. Archived from the original on 2019-12-14. Retrieved 2020-03-30. {{استشهاد بدورية محكمة}}: تحقق من التاريخ في: |تاريخ= (help) and الوسيط غير صالح |script-title=: بادئة مفقودة (help)

## روابط خارجية
- AKU Society (UK)
- DevelopAKUre clinical trials
- AKU and chromosome 3, المعهد الملكي لبريطانيا العظمى video